# Eurytides bellerophon
Eurytides bellerophon is een vlinder uit de familie van de pages (Papilionidae). De wetenschappelijke naam van de soort is voor het eerst geldig gepubliceerd in 1823 door Johan Wilhelm Dalman.